# Antonio Pirala y Criado
Antonio Pirala y Criado (Madrid, 27 de març de 1824 - Madrid, 22 de juny de 1903), historiador i polític espanyol, conegut per les seves obres sobre la història de les Guerres Carlistes.

## Biografia
Va ser cap superior d'administració civil i individu de número de la Reial Acadèmia de la Història. Va dirigir a Madrid El Profesorado (1857) i col·laborà en el Boletín de la Sociedad Geográfica de Madrid, Flor de la Infancia (1868), La Ilustración Española y Americana, La España Moderna, Gente Vieja (1902) i altres periòdics i revistes. Liberal progressista, va ser individu d'honor i mèrit de l'Acadèmia de Professors de Primer Ensenyament de Madrid, que va pretendre simplificar l'ortografia en contra dels criteris de la Reial Acadèmia Espanyola, i empleat a la casa i estats del Duc d'Osuna, secretari de la Casa Civil del rei Amadeu I d'Espanya. Governador civil de diverses províncies, tres vegades ho fou de Biscaia: el 1881-1883, el 1885 i el 1887. Va col·laborar a l'Enciclopedia moderna de Francisco de Paula Mellado Salvador.

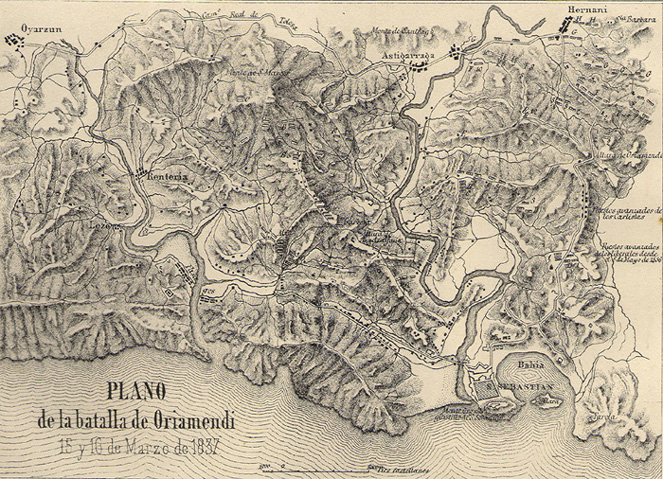
Gravat de l'obra d'Antonio Pirala: Història de la guerra civil: i dels partits liberal i carlista, v.4. Plànol de la batalla d'Oriamendi.

A Anales de la guerra civil (1853) esbossa la seva futura obra sobre les guerres carlistes i analitza les dues primeres. Història de la guerra i dels partits liberal i carlista augmentada amb la regència de Espartero (1868) és una segona edició tan ampliada que gairebé pot considerar-se una obra nova. El 1875 s'editaria la continuació, Historia de la guerra y de los partidos liberal y carlista aumentada con la regencia de Espartero. Anys més tard la va perllongar fins a la defunció d'Alfons XII.
Pirala va emmagatzemar dades i documents de totes les procedències, ja que va sostenir una gran amistat amb els principals protagonistes de les guerres carlistes i aquests li van cedir els seus documents personals; tanmateix això li va fer basar els seus textos amb força freqüència en una simple còpia de les dades de les quals en disposava en gran abundància i per això oferí de vegades dues versions diferents del mateix fet.
Per aquesta falta d'unitat de criteri, Pirala ha estat molt discutit, encara que sempre s'ha reconegut i valorat el fet que per conèixer de primera mà aquelles guerres és inevitable acudir a la consulta de les seves obres, de manera que és citat i considerat com a font indispensable per al coneixement profund de l'època. De la seva imparcialitat i rigor dona fe que els historiadors de tots dos bàndols van usar i van citar les seves obres amb freqüència.
Es va casar a Sant Sebastià amb una filla de l'ex-alcalde local Ángel Gil Alcain Garro, Laureana Micaela, amb qui va tenir alguns fills.

## Obra
- Celinda: novela histórica original, 1843.
- Vindicación del general Maroto y manifiesto razonado de las causas del Convenio de Vergara, Madrid, Imprenta del colegio de sordo-mudos, 1846.
- Sucesos de París: páginas de gloria 1848.
- El Feury en verso, Barcelona, 1848.
- "Historia del Convenio de Vergara", en Enciclopedia Moderna del Señor Mellado. Madrid, 1852.
- Historia de la guerra civil y de los partidos liberal y carlista. Madrid: Mellado, 1858-56, 5 tomos.
- Historia de la guerra civil y de los partidos liberal y carlista. 2.ª ed. aumentada con la Regencia de Espartero. Madrid: Mellado, 1868-71, 6 tomos. (Esta edición es la más apreciada por los coleccionistas, según Azcona)
- Historia de la guerra civil y de los partidos liberal y carlista. 3.ª edición corregida y aumentada con la historia de la regencia de Espartero. Madrid, 1890, 3 tomos.
- Historia de la guerra civil y de los partidos liberal y carlista. Madrid: Ediciones Turner, 1984, 6 tomos.
- Historia contemporánea. Anales desde 1843 hasta la conclusión de la actual guerra civil. Madrid: Imprenta Manuel Tello, 1875-79, 6 tomos.
- Historia contemporánea. Segunda parte de la guerra civil. Anales desde 1843 hasta el fallecimiento de Don Alfonso XII. Madrid: Felipe Rojas, 1892-1906, 6 tomos.
- En 1847 dirigió la parte biográfica de la Galería militar contemporánea. Madrid: Sociedad tipográfica de Hortelano y Compañía, 1846, 2 tomos.
- Historia de España desde la muerte de Fernando VII hasta nuestros días. Diccionario Enciclopédico Hispano-Americano, Barcelona: Montaner y Simón, 1887-1899.
- España: Sus monumentos y artes, su naturaleza e historia. Provincias Vascongadas, 1885.
- Vida y obras de Quintana, 1892.
- Discursos leídos ante la Real Academia de la Historia en la recepción... de D. Antonio Pirala..., González Rojas, 1892.
- Anales de la guerra de Cuba, 1895.
- El Libro de Oro de las niñas, Perlado Paez y Ca., 1915.